# Municipio de Adams (condado de Cass)
El municipio de Adams (en inglés: Adams Township) es un municipio ubicado en el condado de Cass en el estado estadounidense de Indiana. En el año 2010 tenía una población de 895 habitantes y una densidad poblacional de 11,98 personas por km².

## Geografía
El municipio de Adams se encuentra ubicado en las coordenadas 40°51′32″N 86°12′52″O / 40.85889, -86.21444. Según la Oficina del Censo de los Estados Unidos, el municipio tiene una superficie total de 74.73 km², de la cual 74.46 km² corresponden a tierra firme y (0.36%) 0.27 km² es agua.

## Demografía
Según el censo de 2010, había 895 personas residiendo en el municipio de Adams. La densidad de población era de 11,98 hab./km². De los 895 habitantes, el municipio de Adams estaba compuesto por el 96.76% blancos, el 0.34% eran afroamericanos, el 0.22% eran amerindios, el 0.11% eran asiáticos, el 0.11% eran isleños del Pacífico, el 1.45% eran de otras razas y el 1.01% pertenecían a dos o más razas. Del total de la población el 2.79% eran hispanos o latinos de cualquier raza.